# Marbury and District
Marbury and District är en civil parish i distriktet Cheshire East, i grevskapet Cheshire, i England. Civil parish är belägen 11 km från Nantwich. Det inkluderar Bradeley Green, Gauntons Bank, Marbury, Marley Green, Norbury, Norbury Common, Quoisley, Swanwick Green och Wirswall. Civil parishen inrättades den 1 april 2023.